# Lill-Djupbäckstjärnen
Lill-Djupbäckstjärnen är en sjö i Kalix kommun i Norrbotten och ingår i Kalixälven-Töreälvens kustområde.